# Strabomantis ingeri
Strabomantis ingeri es una especie de anfibio anuro de la familia Craugastoridae.

## Distribución geográfica
Esta especie es endémica de la Cordillera Oriental en Colombia. Habita en los departamentos de Cundinamarca, Boyacá, Santander y Norte de Santander entre los 1550 y 2350 m sobre el nivel del mar.
Su presencia es incierta en Venezuela.

## Descripción
El holotipo femenino mide 51.5 mm.

## Etimología
Esta especie lleva el nombre en honor a Robert Frederick Inger.

## Publicación original
- Cochran & Goin, 1961 : A new genus and species of frog (Leptodactylidae) from Colombia. Fieldiana, Zoology, vol. 39, n.º 48, p. 543-546[5]